# Powell Clayton

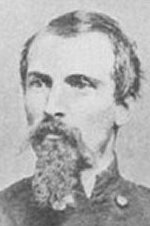
Powell Clayton

Powell Clayton, född 7 augusti 1833 i Delaware County, Pennsylvania, död 25 augusti 1914 i Washington, D.C., var en amerikansk republikansk politiker, general och diplomat. Han var den 9:e guvernören i delstaten Arkansas 1868-1871. Han representerade sedan Arkansas i USA:s senat 4 mars 1871 — 3 mars 1877. Clayton var en betydande politisk ledare i rekonstruktionstidens Arkansas. Han bekämpade Ku Klux Klans framväxt med krafttag och överlevde ett mordförsök.
Clayton deltog i amerikanska inbördeskriget som brigadgeneral i nordstatsarmén. Han efterträdde 1868 Isaac Murphy som guvernör i Arkansas. Ku Klux Klan initierade en serie av våldsdåd inför presidentvalet i USA 1868. En republikansk kongressledamot mördades och Clayton själv överlevde ett mordförsök. Clayton svarade med hårdare tag än guvernörer i många andra sydstater. Han förklarade undantagstillstånd och kommenderade de delstatliga försvarsstyrkorna, milisen, mot Ku Klux Klan. Han tillät också svarta trupper att delta i operationerna.
Clayton efterträdde 1871 Alexander McDonald som senator. Han kandiderade till omval, men förlorade mot Augustus Hill Garland. Han var USA:s ambassadör i Mexiko 1897-1905. Claytons grav finns på Arlingtonkyrkogården.
Han var bror till John Clayton som 1888 utmanade sittande kongressledamoten Clifton R. Breckinridge i ett val där omfattande fusk förekom. John Clayton mördades i januari 1889 och valresultatet, en seger för Breckinridge, ogiltigförklarades efter mordet. Breckinridge omvaldes sedan i ett fyllnadsval.